# Hitachi Zosen Corporation

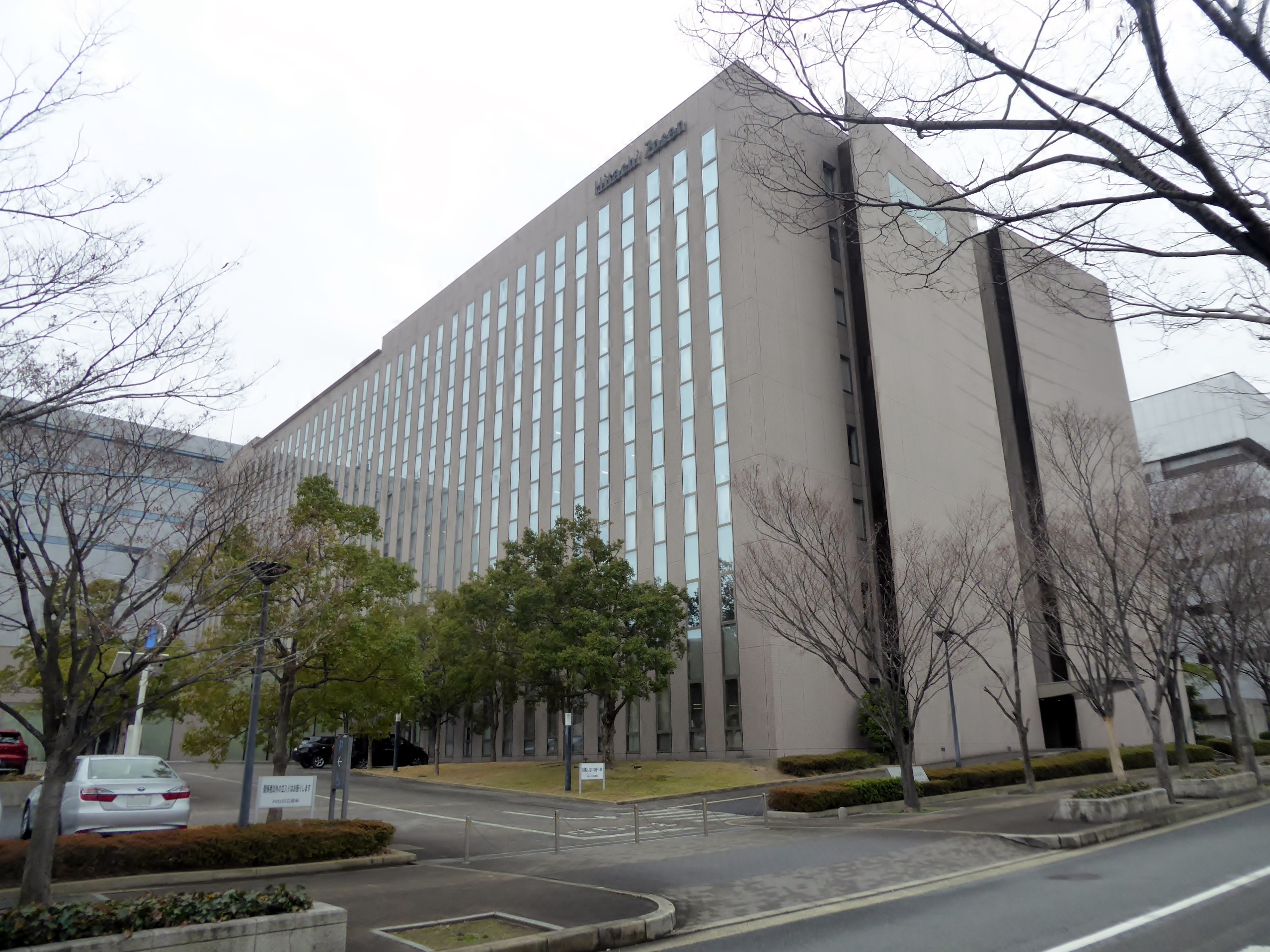
Sede de Hitachi Zosen Corporation

Hitachi Zosen Corporation  ( 日立 造船 株式会社   Hitachi Zōsen Kabushiki-kaisha?) es una importante empresa japonesa de ingeniería e industria. Construye plantas para tratamiento de residuos, plantas industriales, fabrica maquinaria de precisión, maquinaria industrial, equipos de proceso para acerías, estructuras de acero, equipo pesado (construcción), maquinaria de construcción, tuneladoras, y centrales eléctricas. A pesar de su nombre, Hitachi Zosen, cuya última palabra significa literalmente construcción naval, ya no construye barcos, después de haber separado el negocio a Japan Marine United | Universal Shipbuilding Corporation en 2002, ni tampoco es una empresa  keiretsu  de Hitachi.

## Historia
Los orígenes de Hitachi Zōsen se remontan al 1 de abril de 1881, cuando el empresario británico Edward H. Hunter estableció Osaka Iron Works  ( 大阪 鉄 工 所   Ōsaka Tekkosho?) en Osaka para desarrollar el Industria japonesa de fabricación de acero y construcción naval. Hunter había llegado a Japón en 1865 y había establecido el Astillero Onohama en Kobe antes de mudarse a Osaka y establecer un nuevo astillero en la unión de los ríos Nakatsu y Aki que podían construir barcos de menos de 1000 toneladas de desplazamiento. Su primer barco, el  Hatsumaru  fue botado en 1882. Hunter tenía la intención de construir una empresa que fuera completamente autosuficiente, y también producía motores, calderas, puentes y equipos de riego.
Se estableció una instalación adicional aguas abajo en el río Aji en Sakurajima en 1900 para manejar la construcción de embarcaciones de más de 1000 toneladas. El primer petrolero construido en Japón, el "Tora maru" de 531 toneladas, fue botado en 1908, para Standard Oil Company.
Otro astillero se construyó en Innoshima, Hiroshima en 1911. Hunter cambió su nombre a "Hanta" en 1915 después de casarse con una mujer japonesa, y después de transformar la empresa en una sociedad anónima, la entregó a su hijo, Ryutarō Hanta en 1915. La compañía continuó prosperando, agregando el astillero Bingō en 1919, Harada Shipbuilding Works en 1920, el astillero Hikojima en 1924. Muchos de los puentes de hierro en Osaka y áreas circundantes fueron diseñados y construidos por Osaka Iron Works . La empresa también comenzó a expandirse en equipos para energía hidroeléctrica plantas en 1924.
La compañía se reorganizó en 1934, quedando bajo el control general de Nissan "zaibatsu", y pasó a llamarse "K.K. Nihon Sangyō Osaka Tekkoshō  '.
Si bien la mayoría de los lucrativos contratos de buques de guerra para la Armada Imperial Japonesa fueron para los competidores de Osaka Iron Work, la compañía construyó una gran cantidad de embarcaciones auxiliares más pequeñas como dragaminas, lancha de desembarco, transporte submarino sy participó en la conversión de viejos buques mercantes para uso militar. Hitachi Zōsen también construyó el  Kumano Maru , un transporte portaaviones, en su fábrica de Innoshima en 1945. Durante la Segunda Guerra Mundial, Osaka Iron Works se expandió abriendo una nueva astillero en Kanagawa y adquiriendo el astillero existente de Mukaishima en 1943. También cambió su nombre a  'Hitachi Zosen Corporation'  en 1943.
Después de la rendición de Japón al final de la Segunda Guerra Mundial, bajo la política de democratización económica del  SCAP (disolución del zaibatsu y de las grandes empresas comerciales) , la empresa se escindió de  Hitachi, Ltd. en 1947. Desde entonces, Hitachi Zōsen ha sido independiente de Hitachi o del Grupo Nissan, aunque todavía es miembro del  Shunko-kai  y  Shunko Kowa-kai . Hitachi Zōsen se reinició rápidamente operaciones como constructor de barcos de pesca y transportes costeros. En 1955, Hitachi Zōsen se había convertido en uno de los constructores navales más grandes de Japón. La empresa también se expandió a otros mercados. En 1957, como parte de una cooperación técnica con B&W Diesel en Dinamarca, Hitachi construyó el motor diesel más grande del mundo. También completó su primer proyecto de planta llave en mano en el extranjero con la finalización de una planta de fertilizantes químicos para India en 1964. En el campo de la construcción naval, Hitachi comenzó a especializarse en petroleros de tamaño cada vez mayor, siendo pionera en métodos de diseño asistido por computadora y técnicas de construcción modular y automatizada. Hitachi adquirió otro astillero, Maizuru Heavy Industries, en 1971 y abrió un nuevo astillero en Ariake en Kyushu en 1973.
Sin embargo, la crisis mundial del petróleo de 1973 con la consiguiente reducción de la demanda de buques provocó dificultades financieras para la empresa. Hitachi Zōsen, con más del 50% de sus ingresos provenientes de barcos, se vio muy afectada por la cancelación de los pedidos de superpetroleros s e intentó sobrevivir recurriendo a plataformas petroleras, instalaciones de almacenamiento de petróleo y estructuras de acero, tuberías y puentes. Sin embargo, con el aumento de los costos de materiales y las pérdidas debido a los contratos de precio fijo, los altos gastos generales y las instalaciones redundantes hicieron que la empresa tuviera que reestructurarse a partir de la década de 1980. En 1988, la empresa empleaba sólo a 5.596 trabajadores, frente a 24.660 diez años antes.
La empresa también hizo grandes esfuerzos para diversificarse más allá de las raíces de la construcción naval, expandiéndose especialmente en instalaciones de industriales y residuos municipales eliminación de residuos. Sin embargo, su movimiento más audaz fue en octubre de 2002, cuando vendió sus operaciones de construcción naval a una nueva empresa conjunta con NKK Corporation (ahora JFE Holdings) llamada Universal Shipbuilding Corporation (ahora Japan Marine United).
En marzo de 2021, Hitachi Zosen presentó una batería de estado sólido con una capacidad de 1000 mAh, que la compañía calculó como la más alta del mundo en su tipo.